# Division 1 (pallacanestro femminile)
La Division 1 è il massimo campionato belga di pallacanestro femminile. È l'equivalente della Ligue Ethias maschile ed è organizzato dalla Fédération Royale Belge des Sociétés de Basket-ball.

## Organico
Le 11 squadre che compongono la Division 1 di basket nella stagione 2023-2024 sono:
- Kang. Mechelen, detentore
- Castors Braine, finalista
- Namur Capitale
- Phantoms Basket Boom
- Panthers Liegi
- Spirou Ladies Charleroi
- Waregem
- Basket Lummen
- KBBC Sparta Laarne
- Kortrijk Spurs
- Brenehaut

## Albo d'oro
- 1935 : CAF Schaerbeek
- 1936 : Fémina Liège
- 1937 : Fémina Liège
- 1938 : Fémina Liège
- 1939 : Fémina Liège
- 1940 : non disputato
- 1941 : non disputato
- 1942 : Fémina Liège
- 1943 : non disputato
- 1944 : non disputato
- 1945 : non disputato
- 1946 : Atalante Bruxelles
- 1947 : Atalante Bruxelles
- 1948 : Etoile BC Gent
- 1949 : Atalante Bruxelles
- 1950 : US Anderlecht
- 1951 : Atalante Bruxelles
- 1952 : Atalante Bruxelles
- 1953 : Atalante Bruxelles
- 1954 : Antwerpse BC
- 1955 : Antwerpse BC
- 1956 : Antwerpse BC
- 1957 : Antwerpse BC
- 1958 : Antwerpse BC
- 1959 : Antwerpse BC
- 1960 : Antwerpse BC
- 1961 : Standard Liegi
- 1962 : Standard Liegi
- 1963 : Standard Liegi
- 1964 : Standard Liegi
- 1965 : Etoile Destelbergen

- 1966 : Royal White Woluwe
- 1967 : Standard Liegi
- 1968 : Standard Liegi
- 1969 : Hellas BC
- 1970 : Etoile Destelbergen
- 1971 : BC Le Logis
- 1972 : BC Le Logis
- 1973 : SIM Aalst
- 1974 : Hellas BC
- 1975 : BC Le Logis
- 1976 : Amicale Merelbeke
- 1977 : DBC Aalst
- 1978 : Amicale Merelbeke
- 1979 : Stars Destelbergen
- 1980 : BC Coxyde
- 1981 : BC Coxyde
- 1982 : BC Coxyde
- 1983 : BC Coxyde
- 1984 : BC Coxyde
- 1985 : Charles Quint Bruxelles
- 1986 : Charles Quint Bruxelles
- 1987 : Charles Quint Bruxelles
- 1988 : Charles Quint Bruxelles
- 1989 : Monceau Féminin
- 1990 : Mini Flat Waregem
- 1991 :  Dexia Namur
- 1992 :  Dexia Namur
- 1993 :  Dexia Namur
- 1994 :  Dexia Namur
- 1995 : Soubry Courtrai
- 1996 : Soubry Courtrai

- 1997 :  Dexia Namur
- 1998 :  Dexia Namur
- 1999 :  Dexia Namur
- 2000 :  Dexia Namur
- 2001 :  Dexia Namur
- 2002 :  Dexia Namur
- 2003 :  Dexia Namur
- 2004 :  Dexia Namur
- 2005 :  Dexia Namur
- 2006 :  Dexia Namur
- 2007 :  Dexia Namur
- 2008 : IMC Dames Waregem
- 2009 : Dexia Namur
- 2010 : St-Katelijne Waver
- 2011 : IMC Dames Waregem
- 2012 : Blue Cats Ypres
- 2013 :  Namur Capitale
- 2014 :  Castors Braine
- 2015 :  Castors Braine
- 2016 :  Castors Braine
- 2017 :  Castors Braine
- 2018 :  Castors Braine
- 2019 :  Castors Braine[1]
- 2020 :  Castors Braine
- 2021 :  Namur Capitale
- 2022 :  Kang. Mechelen[2]
- 2023 :  Kang. Mechelen[3]
- 2024 :  Kang. Mechelen[4]
- 2025 :  Castors Braine[5]

## Vittorie per club
| Club                    | Città                | Titolo | Anno                                                                                           |
| ----------------------- | -------------------- | ------ | ---------------------------------------------------------------------------------------------- |
| Dexia Namur             | Namur                | 16     | 1991, 1992, 1993, 1994, 1997, 1998, 1999, 2000, 2001, 2002, 2003, 2004, 2005, 2006, 2007, 2009 |
| Castors Braine          | Braine-l'Alleud      | 8      | 2014, 2015, 2016, 2017, 2018, 2019, 2020, 2025                                                 |
| Antwerpse BC            | Anversa              | 7      | 1954, 1955, 1956, 1957, 1958, 1959, 1960                                                       |
| Atalante Bruxelles      | Bruxelles            | 6      | 1946, 1947, 1949, 1951, 1952, 1953                                                             |
| Standard Liegi          | Liegi                | 6      | 1961, 1962, 1963, 1964, 1967, 1968                                                             |
| Fémina Liège            | Liegi                | 5      | 1936, 1937, 1938, 1939, 1942                                                                   |
| BC Coxyde               | Koksijde             | 5      | 1980, 1981, 1982, 1983, 1984                                                                   |
| Charles Quint Bruxelles | Bruxelles            | 4      | 1985, 1986, 198, 1988                                                                          |
| Etoile Destelbergen     | Destelbergen         | 3      | 1965, 1970, 1975                                                                               |
| BC Le Logis             | Bruxelles            | 3      | 1971, 1972, 1975                                                                               |
| Mini Flat Waregem       | Waregem              | 3      | 1990, 2008, 2011                                                                               |
| Kang. Mechelen          | Mechelen             | 3      | 2022, 2023, 2024                                                                               |
| Hellas BC               | Gent                 | 2      | 1969, 1974                                                                                     |
| SIM Aalst               | Aalst                | 2      | 1973, 1977                                                                                     |
| Amicale Merelbeke       | Merelbeke            | 2      | 1976, 1978                                                                                     |
| Soubry Courtrai         | Courtrai             | 2      | 1995, 1996                                                                                     |
| Namur Capitale          | Saint-Servais        | 2      | 2013, 2021                                                                                     |
| CAF Schaerbeek          | Schaerbeek           | 1      | 1935                                                                                           |
| Etoile BC Gent          | Gent                 | 1      | 1948                                                                                           |
| US Anderlecht           | Bruxelles            | 1      | 1950                                                                                           |
| Royal White Woluwe      | Woluwe-Saint-Pierre  | 1      | 1966                                                                                           |
| Monceau Féminin         | Monceau-sur-Sambre   | 1      | 1989                                                                                           |
| St-Katelijne Waver      | Sint-Katelijne-Waver | 1      | 2010                                                                                           |
| Blue Cats Ypres         | Ypres                | 1      | 2012                                                                                           |